# 台海岸
台海岸（うてなかいがん）は、大三島（愛媛県今治市）の西岸にある砂浜。

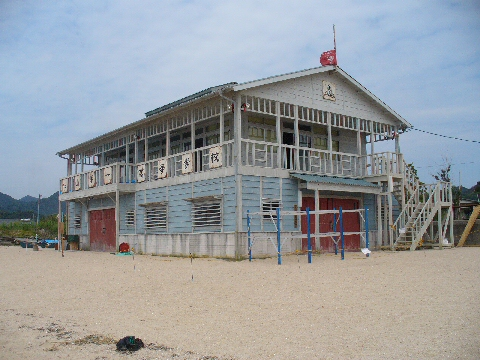
艇庫（2005年8月24日撮影）

大三島の中央にそびえる鷲ヶ頭山の南麓に源を発し、西流する台本川の中上流は花崗岩質の部分が多く、大雨のたびに多量の砂が流れ込み、天井川を形成したほどであり、河口に砂浜が形成された。現在、海水浴場となっているほか、近傍にはマーレグラッシア大三島（公営の温浴施設）、伯方塩業の大三島工場（見学可）などがある。また、小規模な漁港もある。
高校女子ボート部が舞台となったドラマ『がんばっていきまっしょい』のロケが行われ、「松山第一高校」（作品中の架空の校名）の艇庫が設置されていた。
「台」の名は、古歌にも詠まれ、注ぎ口に蓮華の台状を形成する入日の滝（「台の滝」ともいう）に由来する。